# Kolíbka
Kolíbka (anglicky Cat's Cradle) je vědecko fantastický román Kurta Vonneguta z roku 1963. Román se zaměřuje na problémy moderní vědy, technologie, náboženství a také se dotýká závodů ve zbrojení. Román stál na počátku autorova věhlasu a pro svoje neotřelé myšlenky byl udělen autorovi magisterský titul na University of Chicago v roce 1971 při jeho antropologických studiích.
Dílo je psáno ich-formou, hlavní hrdina je publicista zajímající se o den svržení atomové bomby na Hirošimu, který se skrz zájem o rodinu jednoho z fiktivních otců bomby stane prezidentem smyšleného karibského státu, změní náboženství (bokononismus) a stane se svědkem apokalypsy světa.